# マイルズ・ロビンソン
マイルズ・ロビンソン（Miles Robinson、1997年3月14日 - ）は、アメリカ合衆国出身の同国代表プロサッカー選手。ポジションはDF。メジャーリーグサッカー・FCシンシナティ所属。

## 経歴

### クラブ
2017年MLSスーパードラフトの1巡目(全体2人目)でアトランタ・ユナイテッドFCに指名された。
2017年5月23日、チャールストン・バッテリーにレンタル移籍することが発表された。5月25日のベスレヘム・スティールFC戦でスタメン入りしプロデビューを飾った。
2024年1月3日、FCシンシナティに移籍した。

### 代表
2019年9月6日に開催されたメキシコ代表とのフレンドリーマッチで、ウォーカー・ジマーマンとの交代で58分から途中出場しアメリカ合衆国代表デビューを果たした。

## タイトル

### クラブ
アトランタ・ユナイテッドFC
- MLSカップ: 2018
- カンペオーネス・カップ: 2019
- USオープンカップ: 2019

### 個人
- MLSベストイレブン: 2019[7]